# Port równoległy

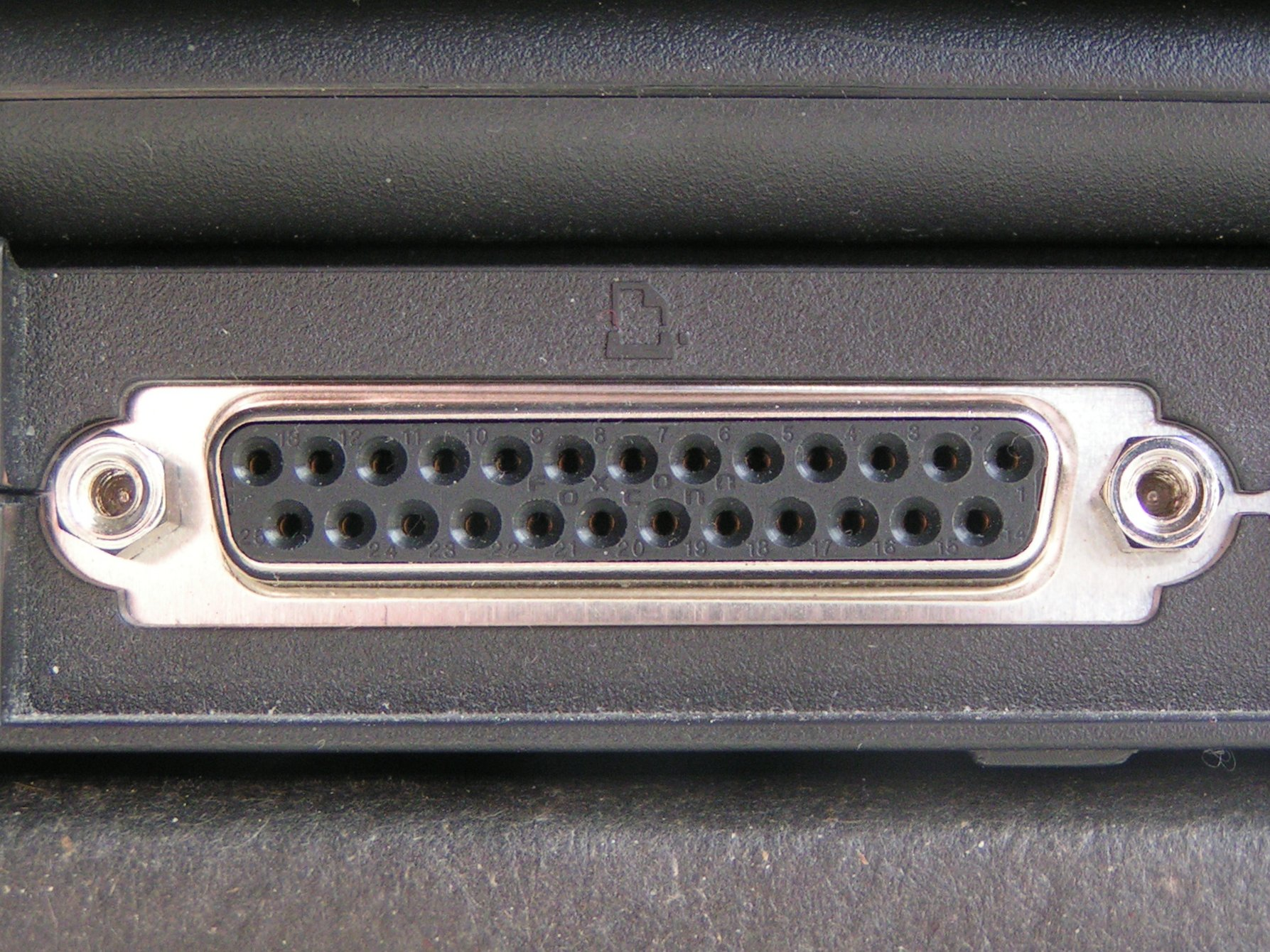
Port równoległy Centronics w laptopie Compaq N150.

Port równoległy (ang. Parallel Port) – port w technice komputerowej, w którym dane są przesyłane jednocześnie kilkoma przewodami, z których każdy przenosi jeden bit informacji. Przeciwieństwem portu równoległego jest port szeregowy.
W komputerach klasy PC używa się kilku rodzajów portów równoległych. Najbardziej znanym jest port o standardzie Centronics (LPT) przesyłający jednocześnie 8 bitów danych. Został on zaprojektowany do przesyłania danych między komputerem a drukarką. Innymi portami równoległymi są SCSI i ATA. 